# The Wake-Up Bomb
The Wake-Up Bomb è un brano musicale del gruppo musicale statunitense R.E.M., proveniente dal decimo album in studio New Adventures in Hi-Fi (1996).

## Classifiche
| Classifica (1997)             | Posizione massima |
| ----------------------------- | ----------------- |
| Canada                        | 51                |
| Stati Uniti (mainstream rock) | 30                |